# Myrichthys breviceps
Myrichthys breviceps (Richardson, 1848) è un pesce osseo marino appartenente alla famiglia Ophichthidae.

## Distribuzione e habitat
L'areale di M. breviceps comprende l'intero mar dei Caraibi dall'estremo sud della Florida alle coste settentrionali del Sudamerica comprendendo le grandi e piccole Antille, le Bahamas e le Bermuda.
È una specie costiera che non scende sotto i 9 metri di profondità. Si trova nei pressi delle barriere coralline ma il suo habitat di elezione sono le aree ricche di alghe o fanerogame marine e le zone sabbiose. Si può trovare anche nei porti. Preferisce ambienti con scarsa torbidità dell'acqua.

## Descrizione
Come tutti gli anguilliformi ha corpo molto allungato con le pinne dorsale, caudale e anale unite e pinne ventrali assenti. Le narici sono poste su un breve tubulo. La colorazione è beige o grigia più chiara sul ventre con numerose macchie chiare rotonde sui fianchi e il dorso e macchiette più piccole di colore giallo vivo sulla testa.
La taglia massima nota è di 102 cm.

## Biologia
Caccia soprattutto di notte, di giorno si può incontrare mentre nuota lentamente sulle scogliere ma quando si sente minacciato scompare infossandosi nella sabbia.

### Alimentazione
La dieta è basata su crostacei bentonici, soprattutto granchi, ma si nutre anche di altri crostacei, di vermi marini e pesci. 

### Riproduzione
Come in tutti gli anguilliformi la larva è un leptocefalo. Il leptocefalo di questa specie è noto per alcune catture in Carolina del Nord a profondità fra 105 e 223 metri.

## Conservazione
M. breviceps non viene pescato se non occasionalmente come bycatch, non ha utilizzi alimentari né per l'acquariologia. Non sono note cause di impatto antropico ed è comune in tutto il suo areale. Per questi motivi viene classificato dalla Lista rossa IUCN come "a rischio minimo".